# Le Consul honoraire
Pour plus de détails, voir Fiche technique et Distribution.
Le Consul honoraire (The Honorary Consul, ou Beyond the Limit en Amérique du Nord), est un film britannique réalisé par John Mackenzie sorti en 1983. 
Il est adapté du roman de Graham Greene The Honorary Consul paru en 1973.

## Synopsis
Durant les années de la Sale Guerre, un médecin à moitié anglais vivant en Argentine se lie tour à tour avec la police et les rebelles ainsi que du consul honoraire britannique, alcoolique notoire, dont il finit par séduire l'épouse. Quand le diplomate est enlevé par erreur par un groupe de rebelles, il doit choisir son camp.

## Fiche technique
- Titre original : The Honorary Consul
- Réalisation : John Mackenzie
- Scénario : Christopher Hampton d'après The Honorary Consul de Graham Greene[1]
- Producteur : Norma Heyman
- Musique : Stanley Myers
- Photographie : Phil Méheux
- Montage : Stuart Baird
- Pays de production :  Royaume-Uni
- Durée : 103 minutes
- Date de sortie : 30 septembre 1983

## Distribution
- Michael Caine (VF : Gabriel Cattand) : Charley Fortnum, Consul
- Richard Gere (VF : Lambert Wilson) : Eduardo Plarr
- Bob Hoskins (VF : Serge Lhorca) : Colonel Perez
- Elpidia Carrillo : Clara Fortnum
- Joaquim de Almeida (VF : Rafaël Gozalbo): Leon
- A Martinez : Aquino
- Geoffrey Palmer (VF : Jean-François Laley) : l'ambassadeur britannique
- Leonard Maguire (VF : Georges Aubert) : Dr Humphries

## Distinctions
- Michael Caine a été nommé pour le meilleur rôle masculin aux Bafta Awards et aux David Di Donatello Awards[2].
- Richard Gere a été nommé en tant que meilleur acteur étranger par le syndicat des journalistes italiens de cinéma.
- Bob Hoskins nommé pour le British Academy Film Award du meilleur acteur dans un second rôle à la 37e cérémonie des British Academy Film Awards